# Mahfizur Rahman Sagor
Mahfizur Rahman Sagor, född 15 maj 1993, är en bangladeshisk simmare som kvalificerade sig till olympiska sommarspelen 2012 i London, trots att det inte finns någon professionell simbassäng i Bangladesh. Sagor, som var Bangladeshs flaggbärare vid OS-invigningen, tävlade i 50 meter frisim för herrar.